# Angielina Łazariewa
Angielina Wadimowna Łazariewa (Łazarienko) (ros. Ангелина Вадимовна Лазарева (Лазаренко); ur. 13 kwietnia 1998 w Saratowie) – rosyjska siatkarka, grająca na pozycji środkowej, reprezentantka kraju.

## Sukcesy klubowe
Superpuchar Szwajcarii:
- 2017

Puchar Szwajcarii:
- 2018

Mistrzostwo Szwajcarii:
- 2018

Puchar Rosji:
- 2021[4]

## Sukcesy reprezentacyjne
Mistrzostwa Europy Kadetek:
- 2015

Mistrzostwa Europy Juniorek:
- 2016

Mistrzostwa Świata Juniorek:
- 2017

Letnia Uniwersjada:
- 2017

Puchar Świata:
- 2019

## Nagrody indywidualne
- 2015: MVP i najlepsza środkowa Mistrzostw Europy Kadetek
- 2016: Najlepsza środkowa Mistrzostw Europy Juniorek